# 155215 Vamostibor
155215 Vamostibor este o planetă minoră (asteroid) din centura de asteroizi. A fost descoperită pe 4 noiembrie 2005 la Piszkéstetői Obszervatórium⁠(d) de Krisztián Sárneczky⁠(d) și a fost numită după Vámos Tibor⁠(d). 
Obiectul prezintă o orbită caracterizată de o semiaxă mare de 2,4528505057617 UAi, o excentricitate de 0,17119021781076, o înclinație de 3,8545392395854 ° în raport cu ecliptica.